# Domvallier
Domvallier ([dɔ̃valˈje] ) ist eine französische Gemeinde mit 95 Einwohnern (Stand: 1. Januar 2022) im Département Vosges in der Region Grand Est. Sie gehört zum Arrondissement Neufchâteau (bis 2024 Épinal) und ist Mitglied im Gemeindeverband Communauté de communes de Mirecourt Dompaire. Die Bewohner werden Domvallois und Domvalloises genannt.

## Geografie

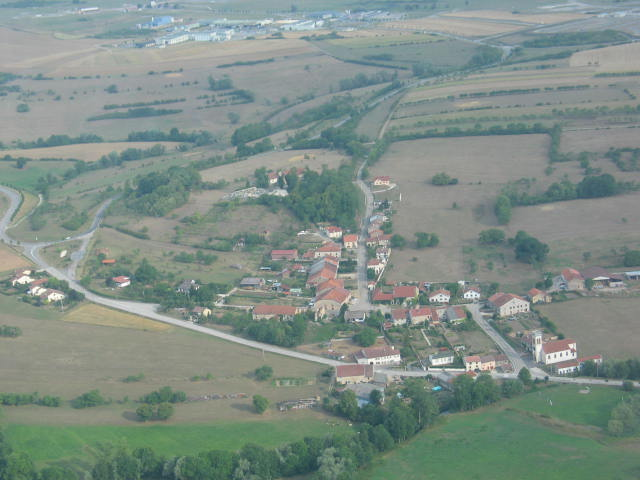
Blick auf Domvallier vom Plateau des Flugplatzes aus; im Hintergrund das psychiatrische Zentrum des Départements (Centre hospitalier spécialisé de Ravenel) im Westen der Stadt Mirecourt

Die Gemeinde Domvallier liegt im Südosten des Xaintois, etwa 35 Kilometer nordwestlich von Épinal. Die Landschaft um Domvallier ist hügelig und durch Getreidefelder geprägt. Mit dem Bois du Bas de Puits hat die Gemeinde im Süden einen etwa 20 ha großen Anteil an einem Waldgebiet. Hier wird mit 377 m über dem Meer der höchste Punkt in der Gemeinde erreicht.
Südlich des Dorfkerns mündet der Cochon in den Val d’Arol, einen Nebenfluss des Madon. Im äußersten Norden der Gemeinde schließt der Flughafen Épinal-Mirecourt an, der von der Industrie- und Handelskammer des Departements Vosges (Chambre de commerce et d’industrie des Vosges) betrieben wird. Teile des Gewerbegebietes am Flugplatz (Schlachtbetrieb, Kartbahn) liegen auf dem Territorium der Gemeinde Domvallier.
Nachbargemeinden von Domvallier sind Juvaincourt im Norden, Puzieux im Nordosten, Ramecourt im Osten, Mirecourt im Südosten, Thiraucourt im Süden sowie Baudricourt im Westen.

## Geschichte
Der Ort wurde im 12. Jahrhundert erstmals als Domviliacum erwähnt. Über die Jahrhunderte änderte sich die Schreibweise über le fiei de Donvaleir, Curatus de Dompno Valerio, Dompvalier, Donvalier, Donvalley und Dompavillier schließlich zu Domvallier. Im Ancien Régime gehörte Domvallier zur Vogtei Mirecourt. Die Pfarrei war Teil des Dekanates Poussay innerhalb des Bistums Toul. Das erste Schulgebäude im Ort entstand 1848. Anstelle der alten baufälligen Kapelle wurde von 1857 bis 1859 ein neues Gotteshaus errichtet. Teile der alten Kapelle fanden beim Bau der Sakristei Verwendung. Die Spenden für den Kirchenbau reichten nicht mehr für eine Turmspitze. Ein erneuter Anlauf in der Zeit zwischen den Weltkriegen, eine Turmspitze aufzusetzen, scheiterte an der Statik des Unterbaues.

### Bevölkerungsentwicklung
| Jahr      | 1962 | 1968 | 1975 | 1982 | 1990 | 1999 | 2006 | 2013 | 2021 |
| --------- | ---- | ---- | ---- | ---- | ---- | ---- | ---- | ---- | ---- |
| Einwohner | 135  | 127  | 116  | 139  | 136  | 137  | 127  | 115  | 98   |

Im Jahr 1846 wurde mit 228 Bewohnern die bisher höchste Einwohnerzahl ermittelt. Die Zahlen basieren auf den Daten von cassini.ehess und INSEE.

## Sehenswürdigkeiten
- Kirche Saint-Vallier (Vallier de Langres war im 4. Jahrhundert Archidiakon und starb als Märtyrer im Kampf gegen die Vandalen)

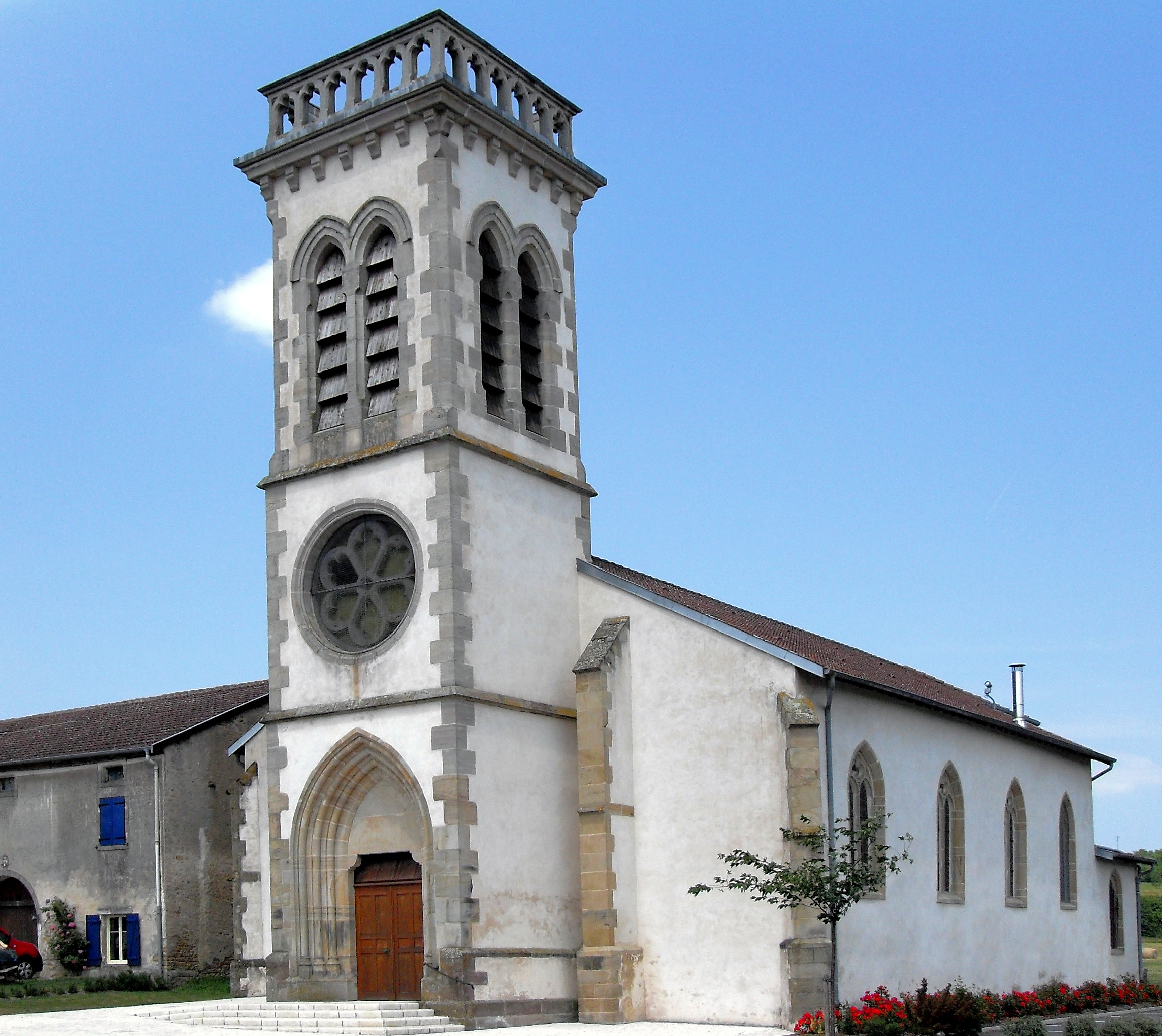
Kirche Saint-Vallier

## Wirtschaft und Infrastruktur
In der Gemeinde sind drei Landwirtschaftsbetriebe ansässig (Milchwirtschaft, Viehzucht). Weitere Erwerbsmöglichkeiten bieten das Gewerbegebiet am Flughafen Épinal-Mirecourt sowie Industrie- und Dienstleistungsbetriebe im nahen Mirecourt.
Die teilweise zweistreifig ausgebaute Schnellstraße D 166 von Épinal über Mirecourt nach Neufchâteau umgeht Baudricourt im Süden mit zwei Anschlüssen südwestlich und südöstlich des Dorfkerns. Eine Straßenverbindung besteht auch in die Nachbargemeinde Thiraucourt.